# Copa Italia A1 de Voleibol 2011-12
La Copa Italia A1 de voleibol masculino 2011-12, fue la 34° edición de la Copa Italia realizada entre el 25 de enero de 2012 y el 19 de febrero de 2012 y el Trentino Volley ganó el título por segunda vez en su historia.

## Formato
Participan a la competición los ocho mejores equipos de la Serie A1 2011/2012 al término de la primera vuelta. El torneo se disputa a partido único: los cuartos en casa de los mejores clasificados, semifinales e final en el PalaLottomatica de Roma.

## Equipos clasificados
- Lube Macerata (1° clasificada)
- Trentino Volley (2° clasificada)
- PV Cuneo (3° clasificada)
- Pallavolo Modena (4° clasificada)
- Gabeca Monza (5° clasificada)
- Sisley Belluno (6° clasificada)
- Vibo Valentia (7° clasificada)
- M.Roma Volley (8° clasificada)

## Resultados
|  | Cuartos de final | Cuartos de final | Cuartos de final |                  |   | Semifinales     | Semifinales | Semifinales |  |   | Final         | Final | Final |  |
|  |                  |                  |                  |                  |   |                 |             |             |  |   |               |       |       |  |
|  |                  |                  |                  |                  |   |                 |             |             |  |   |               |       |       |  |
|  | 1                | Lube Macerata    | 3                |                  |   |                 |             |             |  |   |               |       |       |  |
|  | 1                | Lube Macerata    | 3                |                  |   |                 |             |             |  |   |               |       |       |  |
|  | 8                | M.Roma Volley    | 0                |                  |   |                 |             |             |  |   |               |       |       |  |
|  | 8                | M.Roma Volley    | 0                |                  | 1 | Lube Macerata   | 3           |             |  |   |               |       |       |  |
|  |                  |                  |                  |                  | 1 | Lube Macerata   | 3           |             |  |   |               |       |       |  |
|  |                  |                  | 4                | Pallavolo Modena | 1 |                 |             |             |  |   |               |       |       |  |
|  | 4                | Pallavolo Modena | 4                | Pallavolo Modena | 1 | 3               |             |             |  |   |               |       |       |  |
|  | 4                | Pallavolo Modena |                  |                  |   |                 |             |             |  |   |               |       |       |  |
|  | 5                | Gabeca Monza     | 1                |                  |   |                 |             |             |  |   |               |       |       |  |
|  | 5                | Gabeca Monza     | 1                |                  |   |                 |             |             |  | 1 | Lube Macerata | 2     |       |  |
|  |                  |                  |                  |                  |   |                 |             |             |  | 1 | Lube Macerata | 2     |       |  |
|  |                  |                  | 2                | Trentino Volley  | 3 |                 |             |             |  |   |               |       |       |  |
|  | 2                | Trentino Volley  | 2                | Trentino Volley  | 3 | 3               |             |             |  |   |               |       |       |  |
|  | 2                | Trentino Volley  |                  |                  |   |                 |             |             |  |   |               |       |       |  |
|  | 7                | Vibo Valentia    | 0                |                  |   |                 |             |             |  |   |               |       |       |  |
|  | 7                | Vibo Valentia    | 0                |                  | 2 | Trentino Volley | 3           |             |  |   |               |       |       |  |
|  |                  |                  |                  |                  | 2 | Trentino Volley | 3           |             |  |   |               |       |       |  |
|  |                  |                  | 6                | Sisley Belluno   | 0 |                 |             |             |  |   |               |       |       |  |
|  | 3                | PV Cuneo         | 6                | Sisley Belluno   | 0 | 1               |             |             |  |   |               |       |       |  |
|  | 3                | PV Cuneo         |                  |                  |   |                 |             |             |  |   |               |       |       |  |
|  | 6                | Sisley Belluno   | 3                |                  |   |                 |             |             |  |   |               |       |       |  |
|  | 6                | Sisley Belluno   | 3                |                  |   |                 |             |             |  |   |               |       |       |  |
|  |                  |                  |                  |                  |   |                 |             |             |  |   |               |       |       |  |

| Fecha | Partido                         | Resultado                        |
| 25/01 | Lube Macerata – M. Roma Volley  | 3-0 (25-21, 25-20, 25-19)        |
| 25/01 | Pallavolo Modena – Gabeca Monza | 3-1 (35-33, 25-21, 25-27, 25-17) |
| 25/01 | Trentino Volley – Vibo Valentia | 3-0 (25-15, 25-16, 25-20)        |
| 25/01 | PV Cuneo - Sisley Belluno       | 1-3 (22-25, 25-21, 16-25, 22-25) |

| Fecha | Partido                          | Resultado                        |
| 18/02 | Lube Macerata – Pallavolo Modena | 3-1 (25-14, 25-18, 22-25, 25-22) |
| 18/02 | Trentino Volley - Sisley Belluno | 3-0 (25-19, 25-18, 25-17)        |

| Fecha | Partido                         | Resultado                               |
| 19/02 | Lube Macerata - Trentino Volley | 2-3 (25-21, 25-22, 22-25, 21-25, 16-18) |

### Campeón
| Campeón de la Copa Italia 2011/2012 |
| ----------------------------------- |
| Trentino Volley 2º Título           |